# Пламондон, Луи (политик)
Луи́ Пламондо́н (фр. Louis Plamondon; род. 31 июля 1943, Сен-Раймон, Квебек, Канада) — политик в канадской провинции Квебек, а также член Палаты общин Канады. Исполняющий обязанности временного спикера Палаты общин Канады с 27 сентября по 3 октября 2023 года.
Пламондон представлял Бас-Ришелье-Николе-Беканкур (ранее известная как Ришелье) в Палате общин Канады с 1984 года. Первоначально избран Прогрессивно-консервативной партией Канады, Пламондон был одним из основателей Блока Квебека в 1990 году.

## Ранние годы и карьера
Луи Пламондон родился в Сен-Раймоне, Квебек, Канада и является братом поэта-песенника Люка Пламондона. Он имеет сертификат учителя от Высшей нормальной школы имени Мориса Дюплесси (1964), степень бакалавра искусств от Университета Лаваля (1968), и Монреальского университета (1976). Он был учителем математики и владельцем ресторана перед входом в политическую жизнь . Пламондон поддержал «да» в пользу Квебека на референдуме о независимости Квебека 1980 года.

## Член парламента

### Прогрессивно-консервативная партия
Пламондон был впервые избран в Палату общин Канады в 1984 году на федеральных выборах, победив в Либеральной партии Канады действующего тогда Жан-Луи Ледюка в Ришелье. Прогрессивные Консерваторы одержали победу правительства большинства на этих выборах под руководством Брайана Малруни, и Луи Пламондон вошёл в парламент в качестве правительственного заднескамеечника. Он был связан с Квебекским националистическим крылом своей партии и вскоре стал известен как индивидуалист. В 1986 году он выступил с критикой министра юстиции Джона Кросби о его назначении единственным франкоязычным судьёй в Апелляционном суде Онтарио. Позже он критиковал министра промышленности Синклэйра Стивенса по присуждению миллионов долларов по контракту с судостроительной компанией в Квебеке. Пламондон также выразил сочувствие к своему коллеге, депутату Роберту Тоупину, который оставил Прогрессивно-Консерваторную партию в мае 1986 году для участия в Независимости Квебека.
Луи Пламондон был на социал-либеральном крыле Прогрессивно-Консерваторной партии. Он проголосовал против движения, чтобы повторно ввести смертную казнь в 1987 году и позже выступил против попыток ограничить аборты. Он решительно поддержал усилия правительства Малруни, направленные на укрепление официального двуязычия и подвёрг критике диссидент англоязычных депутатов тори, которые пытались ослабить реформы правительства.
Пламондон также был одним из более рабочих членов закрытого собрания консерваторов. В 1985 году он способствовал установлению партнёрских отношений между федералами, Квебекскими правительствами и Квебекской федерацией труда фонда солидарности. Два года спустя, он поддержал решение своего правительства об одобрении запасных почтальонов в Сореле. Рикардо Лопес, консерватор правого крыла Квебека, однажды предположил, что Пламондон больше подходит для социал-демократической Новой демократической партии.
Луи Пламондон был без труда переизбран в 1988 году на федеральных выборах, когда Прогрессивные консерваторы завоевали второе правительство большинства по всей стране. В течение следующего года он стал ещё больше соответствовать Квебекским националистическим крылом своей партии. Он поддержал премьер-министра Квебека Робера Бурасса в том, чтобы запретить открытые признаки английского языка в Квебеке и выразил сожаление, что запрет не может быть продлён. Он также подвёрг критике д’Ибервилля Фортье, комиссара официальных языков Канады, предполагающего, что Квебек действует несправедливо по отношению к его англоязычному меньшинству.
В соответствии с его националистическими взглядами, Пламондон был активным сторонником правительства Малруни в Мичском соглашении по конституционной реформе против усилий Жана Шаре. В течение этого периода Пламондон предположил, что суверенитет-ассоциация между Квебеком и Канадой будет «логичным и обоснованным», если соглашение не удалось, и добавил, что он, возможно, станет «Квебекским депутатом» только в этом случае. Когда соглашение было отклонено в июне 1990 года, Луи Пламондон ушёл из Прогрессивно-консервативной партии и сообщил, что он больше не может поддерживать единую Канаду.

### Квебекский блок

#### Администрация Малруни и Кэмпбелла (1990—1993)
Луи Пламондон был одним из Прогрессивно-консервативной и Либеральной партий Квебека, которые оставил после провала Мичского соглашения. Эти партии вскоре объединились в Квебекский блок, лидер которого — Люсьен Бушар. Изначально Блок не был официально признан Палатой общин Канады, и его члены сначала были в качестве независимых депутатов. Пламондон признан лидером дома Блока в 1992 году.
В своём первоначальном виде Квебекский блок был свободным союзом парламентариев, а не формальной политической партией. Пламондон был одним из первых, способствующих созданию сильной партийной организации, чтобы бросить вызов Квебекской прогрессивно-консервативной партии на следующих федеральных выборах. Другие, в том числе Люсьен Бушар, изначально выступали за более слабую партийную структуру, чтобы просто позволить кандидатам Блока обозначить их партию на голосовании.
Вскоре после вступления в Квебекский блок Пламондон попросил федеральное правительство извиниться перед провинцией Квебек и обеспечить финансовую компенсацию для тех, кто был ошибочно арестован по Законам о мерах войны в 1970 году во время Октябрьского кризиса. Позже он выступал против торгов Иззи Аспера и его телеканала Global Television Network в Монреале, утверждая, что рынок уже насыщен. В 1992 году он описал книгу Мордехая Рихлера «О, Канада! О, Квебек!» как литературу ненависти.
Пламондон был обвинён в попытке нанять проститутку во время тайной операции в апреле 1993 года. Он утверждал, что невиновен, говоря, что обвинение было результатом «плохой шутки между друзьями, которая продлилась 45 секунд». Но, тем не менее, его отправили в отставку как лидера партии. Он был переизбран в качестве кандидата Блока Ришелье, несмотря на споры.

#### Администрация Кретьена (1993—2003)
Пламондон был переизбран в 1993 году на федеральных выборах Блока и выиграл 54 из 75 мест в Квебеке чтобы стать официальной оппозицией в Палате общин. Либеральная партия выиграла правительство большинства под руководством Жана Кретьена. По его собственной просьбе, Пламондон был оставлен из первоначального теневого кабинета Блока. Он признал себя виновным в обвинении против него в апреле 1994 года, но, поддерживая свою невиновность, добавил, что просто хотел решить этот вопрос как можно быстрее. Он получил абсолютный разряд и не имел судимости.
Луи Пламондон был сопредседателем финансирования Блока в начале 1995 года. Он выступал против жёсткой экономии бюджета министра финансов Пола Мартина, утверждая, что она придаёт несправедливое финансовое бремя на провинцию для борьбы с дефицитом федерального бюджета. Он лично против реестра огнестрельного оружия Кретьена, которое поддерживается Блоком, и поэтому он отлучался от парламентского голосования, что и привело к его прохождению на выборах.
После победы федералистов на Квебекском референдуме о сувернитете 1995 года Люсьен Бушар оставил Квебекский блок чтобы стать лидером в Квебекской партии. Пламондон изначально выступал за Бернара Ландри, чтобы именно он стал новым лидером Блока, утверждая, что Ландри был лучшим в расположении всех кандидатов для объединения различных фракциях партии. В конце концов Жиль Дюсеп назначил лидером Бушара.
Пламондон поддержал выбор правительства Кретьена о Дьян Адам, чтобы она стала официальным комиссаром языков Канады в 1998 году, сказав о том, что она будет жёстче в отличие от её предшественника Виктора Гольдблума (которого, тем не менее, признали хорошим работником по вопросам образования). Он поддержал критику Адам о правительстве Кретьена в 2000 году, когда она писала, что он был недостаточно преисполнен решимости защищать официальное двуязычие страны. Луи Пламондон решительно против Закона о чёткости референдума введённого министром межправительственных связей Стефаном Дионом в 1999 году. Луи утверждал, что это будет создавать путаницу в любом будущем референдуме о сувернитете Квебека.

#### Администрация Мартина (2003—2006)
Пол Мартин сменил Жана Кретьена как лидера Либеральной партии и премьер-министра в конце 2003 года. Незадолго до его присяги Пламондон опубликовал небольшую книгу под названием «Le mythe Paul Martin» («Миф Пол Мартин»). Как следует из названия, её содержание было критическим: Пламондон обвинил Мартина в нанесении ущерба интересам Квебека. Он также утверждал, что Мартин станет союзником Президента США Джорджа Буша, пренебрегающего правами граждан Канады и Квебека с низким уровнем дохода и способствующем английской Канаде. Квебекский Блок распределил тысячу бесплатных экземпляров книги, и ещё полторы тысячи экземпляров были выставлены на продажу в книжные магазины.
Изначально считалось, что либералы Пола Мартина хотели завоевать большинство мест в Квебеке за счёт Блока, но судьба Либеральной партии, была повреждена из-за Спонсорского скандала, в котором некоторые доходы от рекламы, утверждённые правительством Кретьена, от содействия канадских федералов были найдены, но ими злоупотребляли. Блок скоро вновь утвердился в качестве доминирующей федеральной партии в Квебеке, и либералы были сведены к правительству меньшинства в 2004 году на федеральных выборах. Пламондон был выбран в качестве члена Квебекского Блока на закрытом собрании в новом парламенте.
Когда Бернар Ландри ушёл в отставку как лидер Квебекской партии в 2005 году, ходили слухи о том, что Жиль Дюсеп будет работать для достижения успеха. Луи Пламондон сказал, что большинство депутатов Блока хотели, чтобы Дюсеп остался в федеральной политике, но он будет уважать его решение. Дюсеп предпочёл остаться с Блоком, и Андре Буаклер стал лидером Квебекской партии.

#### Администрация Харпера (2006—2015)
Пламондон был избран в седьмой срок на федеральных выборах 2006 года, а Консервативная партия выиграла правительство меньшинства под руководством Стивена Харпера. Как широко уважаемый стратег, Пламондон позже подготовил внутреннее краткое следствие на тему почему Блок потерял места в области Квебека по отношению к консерваторам. Он оставался в кресле закрытого собрания Блока.
В качестве лидера Квебекской партии Андре Буаклер ушёл в отставку после того, как проиграл на провинциальных выборах в 2007 году, и были слухи о том, что Жиль Дюсеп будет работать, чтобы добиться его успеха. На этот раз, Пламондон сообщил журналистам, что Дюсеп должен работать провинциальным руководителем и ввести дисциплину для заведомо непокорных партий. Некоторые представители Квебекской партии возразили на этот комментарий, который был устойчив к кандидатуре Дюсепа. Дюсеп в конечном итоге вошёл в конкурс лидерства, но покинул его после первого же дня из-за плохого голосования и чувства, что движение суверенитета будет разделено, если он выиграет. Он остался лидером Блока, и Пламондон помог обеспечить его успешный переход обратно на федеральную сцену.
Когда Брайан Малруни выпустил мемуары в сентябре 2007 года, он утверждал, что Люсьен Бушар вступил в сговор с Жаком Паризо, основателем Квебекского Блока, в то время федеральным министром кабинета. Пламондон отклонил это предположение, утверждая, что Бушар был верен Малруни до отставки в знак протеста против действий правительства Мичского соглашения. Пламондон также подвёрг критике Жана Кретьена, позднее в том же году написавшего в своих мемуарах о том, что не признал победу узкого суверенитета на референдуме 1995 года.
Луи Пламондон был переизбран на восьмой срок на выборах 2008 года, когда консерваторы одержали вторую подряд победу правительства меньшинства. Он снова был выбран в качестве члена Квебекского Блока закрытого собрания и, как дольше прослуживший, был признан Деканом Палаты общин Канады. Пламондон председательствовал в Палате общин тогда, когда был переизбран Питер Милликен в качестве спикера в октябре 2008 года и признал иронию, что депутат от партии суверенитета будет удерживать эту позицию.
Луи Пламондон был возвращён в одну из малых частей своей карьеры на федеральных выборах 2011 года. Это был следующий серьёзный вызов от Новой демократической партии (НДП). Жиль Дюсеп лично победил, а затем ушёл в отставку как лидер партии. Пламондон был выбран в качестве действующего лидера дома Блока и стал его главным парламентским пресс-секретарём. Он остаётся деканом и председателем Дома общин, когда он выбрал Эндрю Шеер преемником Милликена в качестве докладчика 2 июня 2011 года.

#### Администрация Трюдо (с 2015)
Пламондон является кандидатом Блока после Парламентских выборов 2015 года, а также он единственный депутат Блока, избранный в 2011 году снова работает под знаменем партии.

## Публикации
- Le mythe Paul Martin (2003)

## Избирательная запись

### Парламентские выборы в Канаде (2015):Беканкур-Николе-Сорель
| Партия                       | Кандидат        | Кол-во голосов | %     | ∆%     | Расходы |
| ---------------------------- | --------------- | -------------- | ----- | ------ | ------- |
| Квебекский блок              | Луи Пламондон   | 20,871         | 39.98 | +1.68  | —       |
| Либеральная партия Канады    | Клод Карпентьер | 12,666         | 24.26 | +14.16 | —       |
| Новая демократическая партия | Николя Таба     | 11,531         | 22.09 | -13.51 | —       |
| Консервативная партия Канады | Ив Лаберж       | 5,955          | 11.41 | -1.62  | —       |
| Зелёные                      | Корина Бастиани | 1,182          | 2.26  | -0.71  | —       |

| Всего голосов / максимальный % / предел расходов | 52,205 | 100.0 |  | $212,219.80 |

| Всего отклонённые бюллетени | 958 | — | — |

| Явка избирателей | 53,163 | — | — |

| Избирательное право | 78,607 |

| Квебекский блок удержание | Суинг | +7.60 |

| Источники: Канадские выборы |

### Канадские федеральные выборы (2011):Бас-Ришельё-Николе-Беканкур
| Партия                       | Кандидат         | Кол-во голосов | %     | ∆%     | Расходы    |
| ---------------------------- | ---------------- | -------------- | ----- | ------ | ---------- |
| Квебекский блок              | Луи Пламондон    | 19,046         | 38.30 | −16.37 | $78,417.55 |
| Новая демократическая партия | Криста Лалонд    | 17,705         | 35.60 | +27.43 | —          |
| Консервативная партия Канады | Шарль Картье     | 6,478          | 13.03 | −5.12  | $21,283.89 |
| Либеральная партия Канады    | Реаль Бле        | 5,024          | 10.10 | −6.18  | $33,774.36 |
| Зелёная партия Канады        | Анн-Мари Тангуэй | 1,479          | 2.97  | +0.25  | —          |

| Всего голосов / максимальный % / предел расходов | 49,732 | 100.0 |  | $86,248.62 |

| Всего отклонено, без опознавательных знаков, отклонённые бюллетени | 1,058 | 2.08 | +0.24 |

| Явка избирателей | 50,790 | 65.71 | +0.26 |

| Избирательное право | 77,290 |

| Квебекский блок удержание | Суинг | −21.90 |

| Источники:, |

### Канадские федеральные выборы (2008):Бас-Ришельё-Николе-Беканкур
| Партия                       | Кандидат         | Кол-во голосов | %     | ∆%    | Расходы    |
| ---------------------------- | ---------------- | -------------- | ----- | ----- | ---------- |
| Квебекский блок              | Луи Пламондон    | 26,821         | 54.67 | −1.25 | $81,799.37 |
| Консервативная партия Канады | Режан Бериол     | 8,904          | 18.15 | −5.21 | $36,546.14 |
| Либеральная партия Канады    | Гислен Курнье    | 7,987          | 16.28 | +3.30 | $12,932.15 |
| Новая демократическая партия | Нурредин Седдики | 4,010          | 8.17  | +3.64 | $3,019.73  |
| Зелёная партия Канады        | Ребекка Лаплант  | 1,334          | 2.72  | −0.50 | —          |

| Всего голосов / максимальный % / предел расходов | 49,056 | 100.0 |  | $83,078 |

| Всего отклонено, без опознавательных знаков, отклонённые бюллетени | 918 | 1.84 | +0.10 |

| Явка избирателей | 49,974 | 65.45 | −1.41 |

| Избирательное право | 76,352 |

| Квебекский блок удержание | Суинг | +1.98 |

| Источники:, |

### Канадские федеральные выборы (2006):Бас-Ришельё-Николе-Беканкур
| Партия                       | Кандидат             | Кол-во голосов | %     | ∆%     | Расходы    |
| ---------------------------- | -------------------- | -------------- | ----- | ------ | ---------- |
| Квебекский блок              | Луи Пламондон        | 27,742         | 55.92 | −8.75  | $58,032.63 |
| Консервативная партия Канады | Мари-Ева Эли-Ламберт | 11,588         | 23.36 | +15.71 | $29,709.34 |
| Либеральная партия Канады    | Гислен Провенше      | 6,438          | 12.98 | −9.70  | $49,695.62 |
| Новая демократическая партия | Мари-Клод Картье     | 2,248          | 4.53  | +2.44  | —          |
| Зелёная партия Канады        | Луи Лакруа           | 1,595          | 3.22  | +1.50  | $115.96    |

| Всего голосов / максимальный % / предел расходов | 49,611 | 100.0 |  | $77,549 |

| Всего отклонено, без опознавательных знаков, отклонённые бюллетени | 877 | 1.74 |  |

| Явка избирателей | 50,488 | 66.86 | +0.80 |

| Избирательное право | 75,514 |

| Квебекский блок удержание | Суинг | −12.23 |

| Источники:, |

### Канадские федеральные выборы (2004):Ришельё
| Партия                       | Кандидат          | Кол-во голосов | %     | ∆%    | Расходы    |
| ---------------------------- | ----------------- | -------------- | ----- | ----- | ---------- |
| Квебекский блок              | Луи Пламондон     | 31,497         | 64.67 | +8.50 | $62,831.92 |
| Либеральная партия Канады    | Гислен Провенше   | 11,045         | 22.68 | −8.83 | $57,727.26 |
| Консервативная партия Канады | Даниэль А. Пру    | 3,726          | 7.65  | −1.80 | $4,855.32  |
| Новая демократическая партия | Шарль Буссие      | 1,017          | 2.09  | +1.09 | —          |
| Зелёная партия Канады        | Жан-Пьер Боненфан | 839            | 1.72  | -     | $475.00    |
| Радикальная марихуана        | Даниэль Блэкберн  | 580            | 1.19  | -     | —          |

| Всего голосов / максимальный % / предел расходов | 48,704 | 100.0 |  | $76,377 |

| Всего отклонено, без опознавательных знаков, отклонённые бюллетени | 1,308 | 2.62 |  |

| Явка избирателей | 50,012 | 66.06 | +1.18 |

| Избиратели в списках | 75,702 |

| Квебекский блок удержание | Суинг | +8.66 |

| Источники:, |

### Канадские федеральные выборы (2000):Бас-Ришельё-Николе-Беканкур
| Партия                                    | Кандидат         | Кол-во голосов | %     | ∆%    | Расходы |
| ----------------------------------------- | ---------------- | -------------- | ----- | ----- | ------- |
| Квебекский блок                           | Луи Пламондон    | 25,266         | 56.92 | +2.12 | $58,797 |
| Либеральная партия Канады                 | Ролан Паради     | 13,781         | 31.04 | +2.13 | $50,880 |
| Канадский союз                            | Фредерик Ладжои  | 2,078          | 4.68  |       | $882    |
| Прогрессивно-консервативная партия Канады | Габриэль Руссо   | 1,944          | 4.38  | −9.78 | $129    |
| Радикальная марихуана                     | Блэк Д. Блэкберн | 901            | 2.03  | -     | $9      |
| Новая демократическая партия              | Раймон Дорион    | 421            | 0.95  | −1.18 | —       |

| Всего действительных голосов / максимальный % / | 44,391 | 100.0 |

| Всего отклоненные бюллетени | 1,229 |

| Явка избирателей | 45,620 | 67.27 | −8.80 |

| Избиратели в списках | 67,815 |

| Источники:, |

### Канадские федеральные выборы (1997):Ришельё
| Партия                                    | Кандидат        | Кол-во голосов | %     | ∆% | Расходы |
| ----------------------------------------- | --------------- | -------------- | ----- | -- | ------- |
| Квебекский блок                           | Луи Пламондон   | 26,421         | 54.80 |    | $59,298 |
| Либеральная партия Канады                 | Жоселин Поль    | 13,941         | 28.91 | -  | $41,680 |
| Прогрессивно-консервативная партия Канады | Ив Шеллинг      | 6,827          | 14.16 |    | $1,580  |
| Новая демократическая партия              | Сильвен Пельтье | 1,028          | 2.13  |    | $560    |

| Всего действительных голосов / максимальный % / | 48,217 | 100.0 |

| Всего отклоненные бюллетени | 2,418 |

| Явка избирателей | 50,635 | 76.07 |

| Избиратели в списках | 66,566 |

| Источники:, |

### Канадские федеральные выборы (1993):Ришельё
| Партия                                    | Кандидат        | Кол-во голосов | %     | ∆%     | Расходы |
| ----------------------------------------- | --------------- | -------------- | ----- | ------ | ------- |
| Квебекский блок                           | Луи Пламондон   | 31,558         | 66.52 |        | $44,261 |
| Либеральная партия Канады                 | Мишель Бирон    | 10,933         | 23.05 | +3.78  | $46,920 |
| Прогрессивно-консервативная партия Канады | Лоррен Фраппье  | 4,455          | 9.39  | −59.52 | $44,361 |
| Новая демократическая партия              | Карл Этье       | 337            | 0.71  | −6.06  | $0      |
| Партия Содружества Канады                 | Паоло да Сильва | 157            | 0.33  |        | $0      |

| Всего действительных голосов / максимальный % / | 47,440 | 100.0 |

| Всего отклоненные бюллетени | 1,878 |

| Явка избирателей | 49,318 | 81.73 | +1.89 |

| Избиратели в списках | 60,340 |

| Источники: |

### Канадские федеральные выборы (1988):Ришельё
| Партия                                    | Кандидат        | Кол-во голосов | %     | ∆% | Расходы |
| ----------------------------------------- | --------------- | -------------- | ----- | -- | ------- |
| Прогрессивно-консервативная партия Канады | Луи Пламондон   | 32,104         | 68.91 |    | $40,540 |
| Либеральная партия Канады                 | Ивон Эбер       | 8,979          | 19.27 | -  | $17,953 |
| Новая демократическая партия              | Гастон Дюпюи    | 3,154          | 6.77  |    | $0      |
| Зелёная партия Канады                     | Жаклин Лакост   | 1,896          | 4.07  | -  | $133    |
| Канадская партия Носорог                  | Поль Пуасон Эве | 457            | 0.98  | -  | $0      |

| Всего действительных голосов / максимальный % / | 46,590 | 100.0 |

| Всего отклоненные бюллетени | 869 |

| Явка избирателей | 47,459 | 79.84 |

| Избиратели в списках | 59,440 |

| Источники: |

### Канадские федеральные выборы (1984):Ришельё
| Партия                                    | Кандидат           | Кол-во голосов | %     | ∆%     |
| ----------------------------------------- | ------------------ | -------------- | ----- | ------ |
| Прогрессивно-консервативная партия Канады | Луи Пламондон      | 28,747         | 59.22 | +39.25 |
| Либеральная партия Канады                 | Жан-Луи Ледюк      | 14,933         | 30.76 | −37.39 |
| Новая демократическая партия              | Гастон Дюпюи       | 2,174          | 4.48  | −2.96  |
| Националистическая партия Квебека         | Гай Вашон          | 1,463          | 3.01  | —      |
| Канадская партия Носорог                  | Ив «Пи-Уи» Банвиль | 945            | 1.95  | −1.02  |
| Социальная Кредитная партия Канады        | Ренальд Бибо       | 202            | 0.42  | —      |
| Партия Содружества Канады                 | Ив Жюльен          | 76             | 0.16  | —      |

| Всего действительных голосов / максимальный % / | 48,540 | 100.0 |

| Всего отклоненные бюллетени | 661 |

| Явка избирателей | 49,201 | 81.64 |

| Избиратели в списках | 60,264 |

| Источники: Report of the Chief Electoral Officer, Thirty-third General Election, 1984. |